# فيفيروس
بلدية فيفيروس (بالإسبانية: Viveros) هي بلدية تقع في مقاطعة البسيط التابعة لمنطقة كاستيا لا مانتشا وسط إسبانيا.

## الديموغرافيا
بلغ عدد سكان بلدية فيفيروس 379 نسمة عام 2011 (وفقاً للمعهد الوطني الإسباني للإحصاء).
| 595 | 519 | 512 | 480 | 440 | 395 | 379 |